# Barra Brava
Der Begriff Barra Brava bzw. barra brava (pl. barras bravas, dt. in etwa Wilde Horde) bezeichnet in Lateinamerika Fußballfanclubs, die eine Nähe zur europäischen Ultra-Bewegung kennzeichnet, nicht selten aber auch Elemente des Hooliganismus beinhaltet.

## Geschichte
Der Begriff kam erstmals in Argentinien auf und wurde 1958 vom Journalisten Amilcar Romero im Zusammenhang mit der Ermordung von Mario Linker, einem Fan von River Plate, geprägt. 
Die erste barra brava entstand 1958 im Umfeld des argentinischen Racing Club und nannte sich La Guardia Imperial. Bald fand die neue Bewegung Nachahmer auf der anderen Seite des Río de la Plata, wo im Montevideo der frühen 1960er Jahre mit der den CA Peñarol unterstützenden Barra Amsterdam die erste barra brava Uruguays gegründet wurde.
In den späten 1990er Jahren hat sich die barra brava-Bewegung in den Norden bis nach Mexiko ausgebreitet und zu Beginn des 21. Jahrhunderts auch Nachahmer in Brasiliens südlichstem Bundesstaat Rio Grande do Sul gefunden. 

### Argentinien

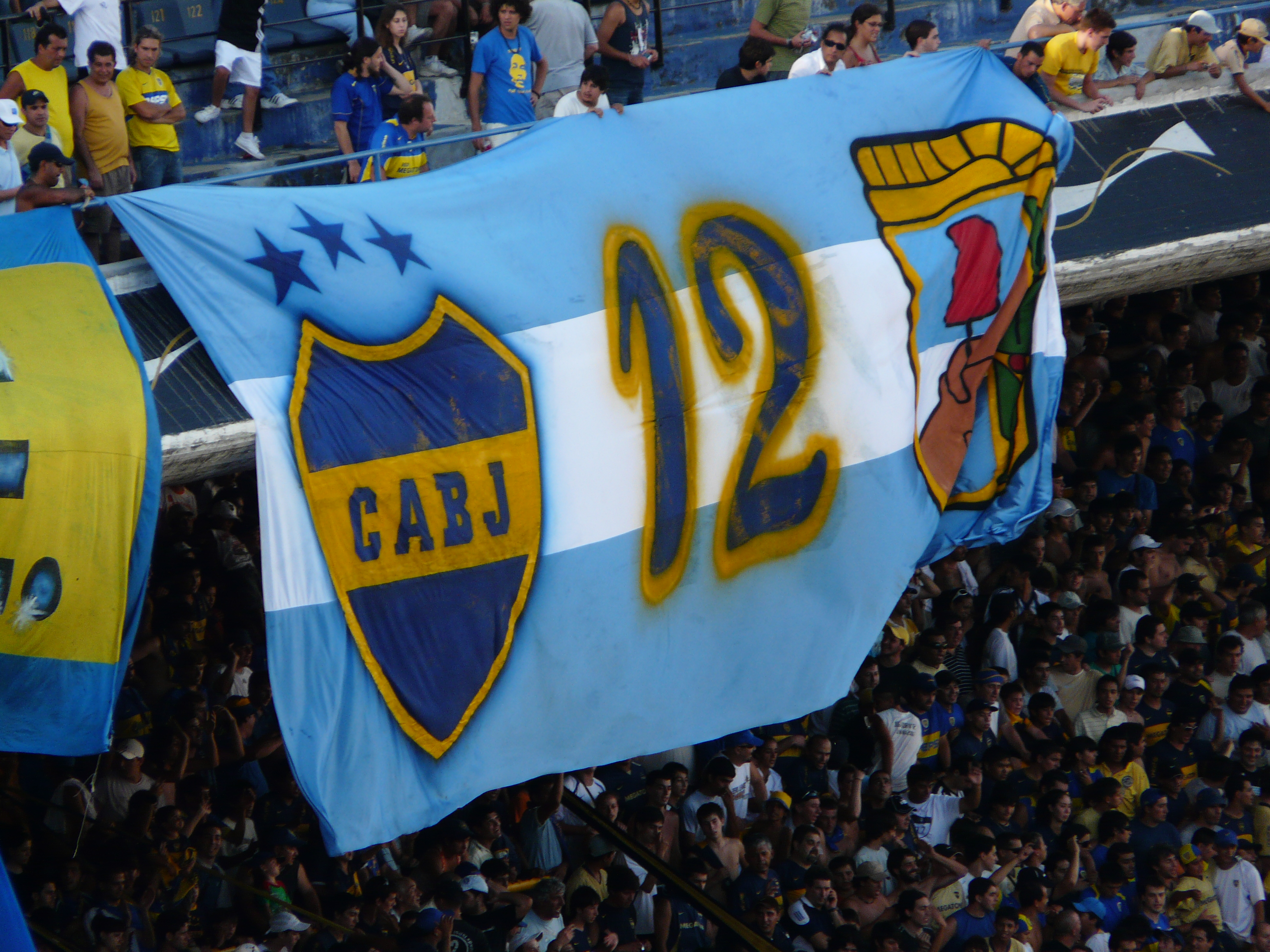
Flagge von La 12, eine der größten Barras

Wie bereits erwähnt, entstand die Bezeichnung der barra brava im Land des dreimaligen Fußballweltmeisters von 1978, 1986 und 2022 und wird von vielen Fußballfans noch immer in erster Linie mit diesem Land gleichgesetzt, obwohl die Bewegung sich von hier aus mittlerweile über nahezu das gesamte spanischsprachige Lateinamerika ausgebreitet hat. 
In einem Bericht des Guardian wird die barra brava als ein gut organisiertes und gewalttätiges Netzwerk von Fans beschrieben, das großen Einfluss auf das Millionengeschäft Fußball in Argentinien ausübt. In so gut wie jedem wichtigen Verein des Landes ist die Macht der Fans gewaltig und kaum mehr kontrollierbar. Mittels Gewalt und Einschüchterung streichen die argentinischen barras bravas Jahr für Jahr Hunderttausende Euro durch illegale Geschäfte ein, Geldwäsche und Drogenhandel, unterstützt durch Korruption im Polizei- und Staatsapparat sowie durch die Vereine selbst und einige Spieler. Nach Schätzungen eines auf Korruptionsfälle in Argentinien spezialisierten Journalisten beläuft sich der Anteil der mächtigsten barras an Transfersummen für Spielerverkäufe auf bis zu 30 %. 
Wo viel Geld zu verdienen ist, werden die Methoden zunehmend rabiater und immer mehr Menschen umgebracht. Insbesondere in Buenos Aires hat sich die Gewalt der barras in den letzten Jahren vom Fußball auf die Straßenkriminalität verlagert, kämpfen rivalisierende barras mit Waffengewalt um Einflusszonen, wobei es immer häufiger zu Exekutionen kommt, die an Mafiakämpfe erinnern. Dabei kommt es zunehmend auch zu Kämpfen rivalisierender Gruppen innerhalb derselben barra brava.
Die Situation in Argentinien scheint inzwischen außer Kontrolle und ist nicht mit dem in England verbreiteten Hooliganismus zu vergleichen. Die englischen Hooligans tranken gerne und prügelten sich. Das ist auch in Argentinien der Fall. Dort aber kommt erschwerend hinzu, dass die barras gleichzeitig ihren Geschäften nachgehen. Ein barra erzählt: "Wir sind nicht nur die Affen, die im Stadion für den Verein singen und sich anschließend auf der Straße mit den gegnerischen Fans prügeln. Sie (die englischen Hooligans) könnten noch viel von uns lernen."
Die spezielle Situation in Argentinien erklärt sich durch ein weitreichendes Netz von Korruption, bei der alle Seiten voneinander profitieren. Ohne die politischen Verbindungen der barras und eine entsprechende Unterstützung durch die Polizei wären die heutigen Zustände kaum denkbar. Ein barra erzählt: „Die Polizei wird geschmiert, Politiker werden geschmiert und alle gewinnen. Wenn sie einen Mob brauchen, der die Muskeln spielen lässt, können sie darauf zählen. Wenn wir Geld brauchen, bekommen wir es. Wenn ein Verein Probleme mit einem Spieler hat, kümmern wir uns darum. Notfalls unterhalten wir uns mit seiner Freundin oder Frau und wenn es sein muss, entführen wir sie.“
Das Beispiel des beim CA Independiente entlassenen Trainers Antonio Mohamed verdeutlicht die Macht der barras: „Der Vorstand von Independiente bezahlt die Barra Brava. Sie stecken so tief drin, dass sie es nicht mehr stoppen können. ... (Der Vereinspräsident) Julio Comparada kann die Barras nur aufhalten, bis ihm das Geld ausgeht. Er kann nichts mehr machen, sie sind schon zu sehr im Klub involviert“, analysierte Mohamed die Situation in einem Interview mit Fox Sports.

### Brasilien
In Brasilien sind die traditionellen Fans unter der Bezeichnung Torcida Organizada bekannt und die barras bravas von untergeordneter Bedeutung. Allein im Süden des Landes nimmt ihre Bedeutung zu und erreicht ihren Höhepunkt in Rio Grande do Sul, dem an die Nachbarstaaten Argentinien und Uruguay grenzenden südlichsten Bundesstaat Brasiliens. In dessen Hauptstadt Porto Alegre finden sich daher auch die beiden größten barras bravas von ganz Brasilien; die ältere (2001 gegründete) Geral do Grêmio, die den Grêmio Foot-Ball Porto Alegrense unterstützt, und die Guarda Popular Colorada vom Erzrivalen SC Internacional. 
Die beiden Strömungen unterscheiden sich vorwiegend durch ihren Gesangsstil. Während die torcidas ihre Lieder mit den Rhythmen typischer brasilianischer Musik unterlegen, lassen die barras sich von den Gesängen ihrer argentinischen Vorbilder inspirieren und übersetzen deren Texte ins Portugiesische.

### Chile
In Chile erhielten die barras bravas 1986 Einzug, als im Umfeld des CSD Colo-Colo die Garra Blanca entstand. Als Reaktion hierauf wurde 1989 von Anhängern des Erzrivalen CF Universidad de Chile die barra Los de Abajo gegründet. Weitere drei Jahre später riefen 1992 Fans des dritten Großvereins aus Chiles Hauptstadt Santiago de Chile, des CD Universidad Católica, die barra Los Cruzados ins Leben. 
Das Vorhandensein der barras in Chile wurde der breiten Öffentlichkeit erstmals 1993 deutlich vor Augen geführt, als es im Umfeld des chilenischen Superclásico zwischen Colo-Colo und Universidad de Chile zu schweren Ausschreitungen kam, bei denen die rivalisierenden Garra Blanca und Los de Abajo eine Spur der Verwüstung hinterließen.
Seit Mitte der 1990er Jahre entstanden auch in anderen Regionen des Landes barras bravas und 1999 waren die ersten beiden Todesfälle zu verzeichnen: ein Fan von Colo-Colo wurde von sechs Schlägern der Los de Abajo zu Tode geprügelt und wenig später ein weiterer Fan von Colo-Colo erschossen.

### Ecuador
In Ecuador entstanden die ersten barras bravas im Umfeld der beiden Stadtrivalen von Guayaquil, Barcelona und Emelec. Deren barras Sur Oscura (Barcelona) und Boca del Pozo (Emelec) lieferten sich bereits in den 1980er Jahren schwere Gefechte, die von einigen Todesfällen begleitet waren. 
Später entstanden gleichartige Gruppierungen auch in der Hauptstadt Quito; zunächst im Umfeld von Deportivo Quito und LDU Quito die barras Mafia Azul Grana bzw. La Muerte Blanca, später die Armageddon bei Aucas und die Marea Roja bei El Nacional. 
Inzwischen bestehen barras auch in anderen Teilen des Landes. 

### Kolumbien
Die kolumbianischen barras bravas entstanden in den 1990er Jahren. Sie sind stark durch den argentinischen Einfluss geprägt und imitieren zu einem guten Teil deren sprachliche Begriffe, Gesänge und Symbole. Gleichzeitig verfügen viele kolumbianischen barras über ihren eigenen Stil und beinhalten landestypische Elemente.
Seit Beginn des 21. Jahrhunderts haben die kolumbianischen barras ihre argentinischen Vorbilder auch insofern erfolgreich nachgeahmt, als sie stärker in die Vereine eingebunden sind, wodurch sie einen größeren Einfluss auf die Ticketvergabe haben und finanzielle Zuwendungen für Auswärtsfahrten erhalten. Gleichzeitig führte die gestiegene Einbindung in die Vereine zu gewalttätigen Machtkämpfen innerhalb derselben Gruppe und zu Spaltungen.

### Mexiko
Die traditionellen mexikanischen Fans nannten sich seit jeher porras. Sie haben ihre eigene Identität und Mitglieder aller Altersgruppen. Mit der Entstehung der ersten barras bravas in den 1990er Jahren ist der Einfluss der porras zurückgegangen und hat die Gewalt im mexikanischen Fußball zugenommen. 
Der mexikanische Fußballhistoriker Carlos Calderón Cardoso vergleicht die porras als Fortsetzung freundschaftlicher und familiärer Verbindungen, die sich gemeinsam auf der Tribüne versammeln und ihre Mannschaft anfeuern. Diese Art der Fankultur sieht er bedroht durch das Aufkommen der barras bravas in den späten 1990er Jahren. 
Gemäß seinen Aufzeichnungen wurde die Bewegung 1996 nach Mexiko importiert, als das Management des CF Pachuca führende barras aus Costa Rica und Chile einlud, um die Anfeuerung durch das eigene Publikum zu verbessern. Als die neu gegründete barra Ultra Tuza erstmals in einem Spiel gegen América im Einsatz war, fand sie ein großes mediales Echo und rief bald Fans anderer Vereine auf den Plan, die gleichartige Gruppen ins Leben riefen. Die mexikanischen barras sorgen zwar für gute Stimmung, sind aber auch verantwortlich für die zunehmende Gewalt im mexikanischen Fußball. Diese richtet sich nicht nur gegen gegnerische Fans, sondern auch gegen Sicherheitskräfte und gelegentlich, wie zum Beispiel bei Américas barra La Monumental, gegen andere Fanclubs desselben Vereins.
- Siehe auch: Liste von Barras Bravas in Mexiko

### Peru
Vorläufer der barras gab es bereits im Peru der 1960er Jahre, wenngleich sie in ihrer heutigen Form erst seit den 1980er Jahren existieren, als 1986 mit Comando Sur von Alianza Lima die erste barra brava in ihrer heutigen Form gegründet wurde, der 1988 die Trinchera Norte des Erzrivalen La U folgte. 
Um die Jahrtausendwende hat sich die Lage extrem zugespitzt; denn zuletzt wurden die Auseinandersetzungen immer gewalttätiger und zum Teil mit Schusswaffen ausgetragen, in deren Folge auch Todesopfer zu beklagen waren. Längst ist die Szene nicht mehr nur auf die Hauptstadt Lima begrenzt, sondern auch in andere Regionen des Landes vorgedrungen. 

### Uruguay
Bereits in den 1960er Jahren entstand im Umfeld des CA Peñarol die älteste barra des Landes, die sich den Namen Barra Amsterdam gab. In den 1970er Jahren folgte La Banda del Parque beim Erzrivalen Nacional. Zwischen beiden barras gibt es eine lange Reihe von gewalttätigen Auseinandersetzungen bis hin zum Mord. 
Parallel zu diesen beiden größten barras des Landes existieren diverse kleinere barras, wie zum Beispiel Los Villeros beim CA Cerro und La Banda del Camion bei den Rampla Juniors. Beide Vereine sind im Stadtviertel Villa del Cerro beheimatet und bestreiten den clásico del Cerro. 

### Venezuela
Die erste venezolanische barra brava entstand 1989 im Umfeld des Caracas FC und nannte sich Los Demonios Rojos. 1997 folgte die Avalancha Sur vom Deportivo Táchira FC. 
Beide Vereine standen sich in den Finalspielen um die Copa Venezuela 2000 gegenüber. Nachdem Caracas das Hinspiel mit 2:1 gewonnen hatte, lag Táchira im Rückspiel bis eine Viertelstunde vor Schluss mit 2:0 in Front, ehe Caracas durch zwei späte Tore ausgleichen konnte und das Turnier gewann. Unmittelbar nach der am 17. Dezember 2000 ausgetragenen Begegnung stürmte die Avalanche Sur das Spielfeld und griff die Sicherheitsbeamten an. Außerdem setzte sie den Mannschaftsbus des Caracas F.C. in Brand. 
Zu einer Ausbreitung des venezolanischen barrismo und der Entstehung weiterer Gruppen in verschiedenen Regionen des Landes kam es infolge der Copa América 2007, bei der die Venezolaner als Gastgeber fungierten.